# Сліпі плями (телесеріал)
«Сліпі плями» (англ. Blindspotting) — американський комедійно-драматичний музичний телесеріал, спіноф-продовження однойменного фільму 2018 року. Серіал створений і продюсований Рафаелем Касалем та Давідом Діггсом, сценаристами, продюсерами та зірками оригінального фільму. Головна героїня серіалу — Ешлі, у виконанні володарки премій «Еммі» та «Ґреммі» Жасмін Сефас Джонс, яка також є продюсеркою серіалу. Кіт Колдер, продюсер оригінального фільму, є виконавчим продюсером, а Касаль є шоуранером серіалу.
Прем'єра відбулася 13 червня 2021 року каналі Starz. У жовтні 2021 року серіал продовжили на другий сезон.

## Сюжет
Через півроку після подій фільму, після раптового ув'язнення її партнера Майлза, Ешлі, з їхнім сином Шоном, змушена переїхати до матері Майлза Рейні та його сестри Тріш.

## У ролях
| Актор                  | Роль                                  |
| ---------------------- | ------------------------------------- |
| Жасмін Сефас Джонс     | Ешлі                                  |
| Джейлен Баррон         | молодша сестра Майлза Тріш            |
| Кендіс Ніколас-Ліппман | подруга Ешлі та сестра Коліна Джанель |
| Бенджамін Ерл Тернер   | орендар Ненсі Ерл                     |
| Аттікус Вудворд        | син Ешлі і Майлза Шон                 |
| Хелен Хант             | мати Майлза Рейні                     |
| Рафаель Касаль         | хлопець Ешлі Майлз                    |
| Джастін Чу Кері        | Роб                                   |
| Ейпріл Ебсинт          | подруга та співробітниця Тріш Джекі   |
| Марго Холл             | сусідка Рейні та мати Джанель Ненсі   |
| Ендрю Шапель           | босс Ешлі Скотті                      |
| Ліл Бак                | Бак                                   |
| Джон Бугз              | Бугз                                  |
| Ентоні Рамос           | співробітник Майлза Йоркі             |

## Епізоди
| Сезон | Епізоди | Епізоди | Оригінальний випуск | Оригінальний випуск |
| Сезон | Епізоди | Епізоди | Перший випуск       | Останній випуск     |
| ----- | ------- | ------- | ------------------- | ------------------- |
| 1     | 8       | 8       | 13 червня 2021      | 8 серпня 2021       |
| 2     | 8       | 8       | 14 квітня 2023      | 26 травня 2023      |

### Сезон 1 (2021)
| № серії | Назва серії            | Режисер(и)     | Сценарист(и)                 | Оригінальна дата показу |
| ------- | ---------------------- | -------------- | ---------------------------- | ----------------------- |
| 1       | «The Ordeal»           | Сет Манн       | Давід Діггс і Рафаель Касаль | 13 червня 2021          |
| 2       | «Smashley Rose»        | Сет Манн       | Давід Діггс і Рафаель Касаль | 20 червня 2021          |
| 3       | «The Rule of Three»    | Аврора Ґерреро | Прісцила Ґарсія Жак'є        | 27 червня 2021          |
| 4       | «The Four Hustlateers» | Аврора Ґерреро | Давід Діггс і Рафаель Касаль | 4 липня 2021            |
| 5       | «Beaches Be Trippin'»  | Ерін Філі      | Аланна Браун                 | 18 липня 2021           |
| 6       | «Ghost Dad»            | Піт Четмон     | Nijla Mu'min                 | 25 липня 2021           |
| 7       | «Seannie Darko»        | Анжела Барнс   | Бенджамін Ерл Тернер         | 1 серпня 2021           |
| 8       | «Bride or Die»         | Рафаель Касаль | Давід Діггс і Рафаель Касаль | 8 серпня 2021           |

1. 1 2  Прем'єра епізоду відбулася на фестивалі «Трайбека» 11 червня 2021 року, до щотижневого показу на телеканалі «Starz».[5]

### Сезон 2 (2023)
| № серії (загалом) | № серії (в сезоні) | Назва серії                          | Режисер(и)      | Сценарист(и)                   | Оригінальна дата показу |
| ----------------- | ------------------ | ------------------------------------ | --------------- | ------------------------------ | ----------------------- |
| 9                 | 1                  | «Planes, Trains, and Automobiles»    | Рафаель Касаль  | Brittany Miller                | 14 квітня 2023          |
| 10                | 2                  | «Life Is Too Short»                  | Рафаель Касаль  | Бенджамін Ерл Тернер           | 14 квітня 2023          |
| 11                | 3                  | «N*ggaz and Jesus»                   | Jess Wu Calder  | Давід Діггс і Рафаель Касаль   | 21 квітня 2023          |
| 12                | 4                  | «By Hook or by Crook»                | Jess Wu Calder  | Sarah LaBrie                   | 28 квітня 2023          |
| 13                | 5                  | «Karate Kiss»                        | Blackhorse Lowe | Obehi Janice                   | 5 травня 2023           |
| 14                | 6                  | «The Good, the Bad, and the Thizzly» | Рафаель Касаль  | Sanjay Shah                    | 12 травня 2023          |
| 15                | 7                  | «Meatfest»                           | Darrell Woodard | Nyesha Littlejohn & Susan Park | 19 травня 2023          |
| 16                | 8                  | «Return to Ithaca»                   | Рафаель Касаль  | Давід Діггс і Рафаель Касаль   | 26 травня 2023          |

## Виробництво
У вересні 2020 року було оголошено, що компанія Starz замовила спін-офф серіал за мотивами фільму «Сліпі Плями» Карлоса Лопеса Естради, з Жасмін Сіфес Джонс в головній ролі та якості продюсерки, Давідом Діггсом і Рафаелем Касалем як виконавчими продюсерами та сценаристами. Виробничими компаніями були заявлені Lionsgate Television, Snoot Entertainment та Barnyard Projects. Композитори Амброз Акінмузір і Михайло Єзерський приєдналися до початку знімання й працювали над музикою серіалу протягом сімох місяців. У грудні 2020 року Бенджамін Ерл Тернер, Аттікус Вудворд, Джейлен Баррон, Кендіс Ніколас-Ліппман і Хелен Хант приєдналися до акторського складу в головних ролях, а Рафаель Касаль і Джастін Чу Кері у повторюваних ролях.
Фільмування серіалу розпочалось у грудні 2020 року та проходило в березні 2021 року в Західному Окленді, Каліфорнія.

## Реліз
Світова прем’єра серіалу відбулася на фестивалі «Трайбека» 11 червня 2021 року. Перша трансляція проходить на каналі Starz в США з 13 червня 2021 року. В Україні серіал транслюється на VOD-платформі Oll.tv.

## Сприйняття
На Rotten Tomatoes серіал має рейтинг схвалення 100% на основі 25 відгуків критиків із середнім рейтингом 7,5/10 та статус «сертифікований свіжий». Критичний консенсус вебсайту стверджує: «Рідкісна адаптація, що перевершує вихідний матеріал, „Сліпі плями“ спритно приймає складні соціальні конструкції з комедійним чуттям, створюючи шоу, настільки ж смішне, як і гостре, створюючи свій неймовірний ансамбль — на чолі з захоплюючою Жасмін Сефас Джонс — багато місця, щоб сяяти». На Metacritic він має середню оцінку 76 із 100, від 15 критиків, що вказує на «загалом сприятливі відгуки».